# Teocaltiche (kommun)
Teocaltiche är en kommun i Mexiko.   Den ligger i delstaten Jalisco, i den centrala delen av landet, 400 km nordväst om huvudstaden Mexico City.
Följande samhällen finns i Teocaltiche:
- Teocaltiche
- Huejotitlán
- José de Jesús Aguirre
- San Isidro de Ramírez
- Ahuetita de Abajo
- Lomas de Mechoacanejo
- La Calera
- El Barrio
- Las Flores
- San José de Ajojúcar
- La Parrita
- El Saucito
- El Pueblito
- Ostotán
- San Antonio de Calera
- Las Cañadas
- Rancho Mayor
- El Tablero
- El Mirador
- Calerita
- Paso de la Canoa
- Analco
- San Bernardo
- Corral Blanco
- Buenavista
- San José de la Haciendita